# 敷文閣
敷文閣，始建於紹興十年（1140年），專藏宋徽宗御製文集，收藏趙佶的詩、詞、賦、序、記、碑、政事、手札等檔案。職責因襲龍圖閣，設立學士、直學士、待制等官。宋高宗曾封米友仁為敷文閣直學士。吳皇后之侄吳琚曾任敷文閣待制。